# Plaça del Clot de les Granotes
La plaça del Clot de les Granotes és una plaça pública de Lleida protegida com a bé cultural d'interès local. El nom de la plaça va sorgir durant la mobilització veïnal de finals de la dècada del 1970 que cercava la consolidació d'un espai verd en lloc dels blocs de pisos que s'havien projectat en el solar que hi havia. El nom del barri Príncep de Viana - Clot reflecteix aquest terme popular. Fins al 2022 va denominar-se de manera oficial plaça de la Constitució malgrat que el nom mai no va tenir arrelament popular.

## Descripció
Aquesta plaça és el resultat del buidat d'una illa de la trama de l'eixample que en principi s'havia destinat a la construcció d'edificis. En aquesta zona s'ubicava la fàbrica Ticó, coneguda de manera informal com La Sulfuro. La plaça té dues plantes d'aparcament soterrani. Pel que fa a la superfície hi ha una zona dura formada per un gran pati de formigó i una zona tova amb sauló i gespa. La plaça està envoltada per edificis d'habitatges de sis pisos d'alçada per les quatre bandes.